# Anbox
Anbox é uma camada de compatibilidade livre e de código aberto que visa possibilitar que aplicativos móveis e jogos móveis desenvolvidos para Android sejam executados em distribuições GNU/Linux. A Canonical apresentou o Anbox Cloud, com intuito de executar aplicativos Android em um ambiente de nuvem.
O Anbox executa o ambiente de execução Android por meio da tecnologia LXC (Linux Containers), recriando a estrutura de diretórios do Android como uma imagem de loop montável, enquanto utiliza, de maneira nativa, o kernel Linux para executar as aplicações. Ele faz uso do recurso de namespaces do sistema Linux, por meio do LXC, para isolamento. Os aplicativos não têm nenhum acesso direto ao hardware, de modo que todos os acessos são enviados com intermédio do daemon Anbox. 